# 黄亮沖
黄亮沖（황양충）は、朝鮮氏族の昌原黄氏の始祖である。高麗のときに義安郡で戸長を務め、後に礼曹・吏部・右賛成を歴任した。
先祖は、中国の後漢の官僚の黄洛であり、光武帝の建武4年（28年）に使臣として交阯郡に赴く途中に海上で遭難し新羅に漂着・帰化した。